# Kuwanaspis elongatoides
Kuwanaspis elongatoides är en insektsart som beskrevs av Tang och Hu in Tang 1986. Kuwanaspis elongatoides ingår i släktet Kuwanaspis och familjen pansarsköldlöss. Inga underarter finns listade i Catalogue of Life.